# 久居陣屋
久居陣屋（ひさいじんや）は、江戸時代前期から明治時代初期にかけて存在した久居藤堂氏歴代の陣屋。

## 概要

### 築塁経緯
寛文9年（1669年）、津藩主・藤堂高次が隠居し藤堂高久に家督を譲った。高久の弟・藤堂高通は5万石を分知され、久居藩が成立した。これは、津藩に後継者がいなかった場合（=家系の断絶）に備えたものであった。

### 構造
久居藩主となった高通は江戸幕府から承認され、当時は野辺野（のべの）と呼ばれていた南部に陣屋を築塁し、同時に城下町の建設も進めた。陣屋は雲出川の沃野を見下ろす高台に築塁され、居住場所の奥御殿を中心に、北に米蔵、北西に土塁、南は急峻な崖、東には大手門があった。また、土塁に沿って内堀を巡らしていたが、築城は認められていなかったので溝（みぞ）と呼んでいた。

### 城下町の建設
陣屋の築塁と共に城下町の建設も進められた。江戸から従ってきた家臣には貸下げ金を支給し、町民には宅地と2反歩の菜園を無償で与え、城下への移住を促進した。町割りは、陣屋の東と北に武家屋敷を配置し、その武家屋敷を囲むように総構え外堀（当時は溝と呼んでいた）があった。そして総構えの外側には町民の宅地が広がっていた。

### 陣屋の完成と久居の発展
1年弱にわたる工事の末に陣屋と城下町は完成した。寛文11年（1671年）時点で武家屋敷200戸、町屋100戸であった。こうして完成された久居の町は交通の要所として立地に恵まれ、後に500戸の町屋が並ぶ有数の旅籠町として栄えた。また久居は商人の町としても知られ、四日市追分の鳥居を建築した渡辺六兵衛などを輩出している。現在も久居は伊勢自動車道と国道165号線の接続線として、また榊原温泉や青山高原への観光基地として賑わっている。

### 現状
明治維新により武家政治が終焉を迎えると、陣屋も取り壊された。現在は公園（園内に久居開府の碑がある）となったり、中学校の一部となったりして陣屋の明瞭な遺構は見当たらないが、空堀が現存している。